# Diversidad sexual en la República del Congo
La diversidad sexual en la República del Congo se enfrenta a ciertos desafíos legales y sociales no experimentados por otros residentes.
No obstante, siguiendo la estela de otros países de su entorno como Gabón, Burkina Faso, Eritrea o la República Centroafricana, el Congo ha despenalizado las relaciones sexuales consentidas entre personas del mismo sexo, tanto entre hombres como entre mujeres, siempre y cuando no incluyan a personas menores de 21 años. Socialmente las parejas del mismo sexo, o las familias encabezadas por parejas del mismo sexo, no cuentan con la misma protección legal que las parejas o familias encabezadas por personas de ambos sexos.

## Legislación sobre relaciones homosexuales
En la República del Congo, los actos sexuales realizados con consentimiento entre personas del mismo sexo son legales según el Código Penal de 1947, siempre y cuando el acto no involucre un menor de 21 años. La edad mínima para consentir actos sexuales en parejas de personas del mismo sexo es de 21 años a diferencia de parejas de personas de distinto sexo cuya edad de consentimiento es de 13 años. Según el artículo 331 del Código Penal, “cualquiera que haya cometido un acto indecente contra natura con una persona del mismo sexo más joven de 21 años, será castigada con prisión de 6 meses a 3 años y una multa de 4.000 a 1.000.000 de francos” según indica el informe de Homofobia de Estado de ILGA (2017).
Según el informe del Departamento de Estado de los Estados Unidos referido a Congo la Constitución y la Ley de Empleo prohíben la discriminación basada en orientación sexual, identidad de género, creencias religiosas o adscripción política. Una ley promulgada durante la época colonial del país, que sigue vigente en 2017, prohíbe la conducta homosexual con entre 3 meses y dos años de prisión aunque dicha ley rara vez se aplica. El arresto más reciente bajo esta ley sucedió en 1996 cuando varias personas fueron arrestadas en Pointe Noire y detenidas brevemente por comportamiento homosexual. Según la Asociación de ONG de derechos LGBT Soutien aux Groupes Vulnerables (ASGV), ratificado por el testimonio de miembros de la comunidad LGBT de Brazzaville, estas leyes no prohíben la conducta consensuada entre personas del mismo sexo, y las autoridades no utilizaron la ley para arrestar o procesar a personas LGBT.

## Reconocimiento de uniones civiles
No existe el reconocimiento para las uniones civiles homosexuales.

## Sociedad
En líneas generales se puede considerar que en Congo no existe una gran comunidad abiertamente LGBT, debido a que sigue existiendo un estigma social vinculado con la homosexualidad. Sí existe libertad de expresión y asociación para personas y colectivos LGBT y, en la práctica, no se han difundido a través de medios de comunicación u ONG en fechas recientes casos de violencia o discriminación contra homosexuales, lesbianas o personas transgénero.